# Корсаков, Пётр Иванович
Пётр Иванович Корсаков (1919—1976) — Гвардии лейтенант Советской Армии, участник Великой Отечественной войны, Герой Советского Союза (1944).

## Биография
Пётр Корсаков родился 11 июня 1919 года в деревне Занепречье (ныне — Осташковский район Тверской области). После окончания девяти классов школы работал счетоводом в колхозе. В сентябре 1939 года Корсаков был призван на службу в Рабоче-крестьянскую Красную Армию. С июня 1941 года — на фронтах Великой Отечественной войны. Принимал участие в боях на Западном, Юго-Западном, Степном, 2-м и 1-м Украинском фронтах. В боях четыре раза был ранен.
К августу 1944 года гвардии старший сержант Пётр Корсаков командовал орудием 33-го гвардейского артиллерийского полка 14-й гвардейской стрелковой дивизии 33-го гвардейского стрелкового корпуса 5-й гвардейской армии 1-го Украинского фронта. Отличился во время освобождения Польши. 23 августа 1944 года во время боёв на Сандомирском плацдарме расчёт Корсакова подбил 3 вражеских танка. Когда погибли наводчик и заряжающий, а также получил тяжёлое ранение орудийный номер, Корсаков продолжал вести огонь в одиночку, уничтожив 1 танка, 1 БТР и более 50 солдат и офицеров противника.
Указом Президиума Верховного Совета СССР от 23 сентября 1944 года за «мужество и героизм, проявленные на фронте борьбы с немецкими захватчиками гвардии» старший сержант Пётр Корсаков был удостоен высокого звания Героя Советского Союза с вручением ордена Ленина за номером 21321 и медали «Золотая Звезда» за номером 4792.
После окончания войны Корсаков продолжил службу в Советской Армии. Окончил зенитно-артиллерийское училище. В 1955 году в звании лейтенанта Корсаков был уволен в запас. Проживал в Ленинграде, работал в «Главленинградстрое». Скончался 12 июня 1976 года.
Был также награждён орденами Красной Звезды и Славы 3-й степени, рядом медалей.